# Xerocomellus chrysenteron
Il boleto dorato (Xerocomellus chrysenteron (Bull.) Šutara, 2008) è un fungo appartenente alla famiglia Boletaceae.
È facilmente riconoscibile per la cuticola vellutata color camoscio del cappello che tende subito a screpolarsi in areole da cui si intravede la carne di colore rossastro.

## Etimologia
Dal greco krysos = giallo e enteron = interno.

## Descrizione della specie

### Cappello

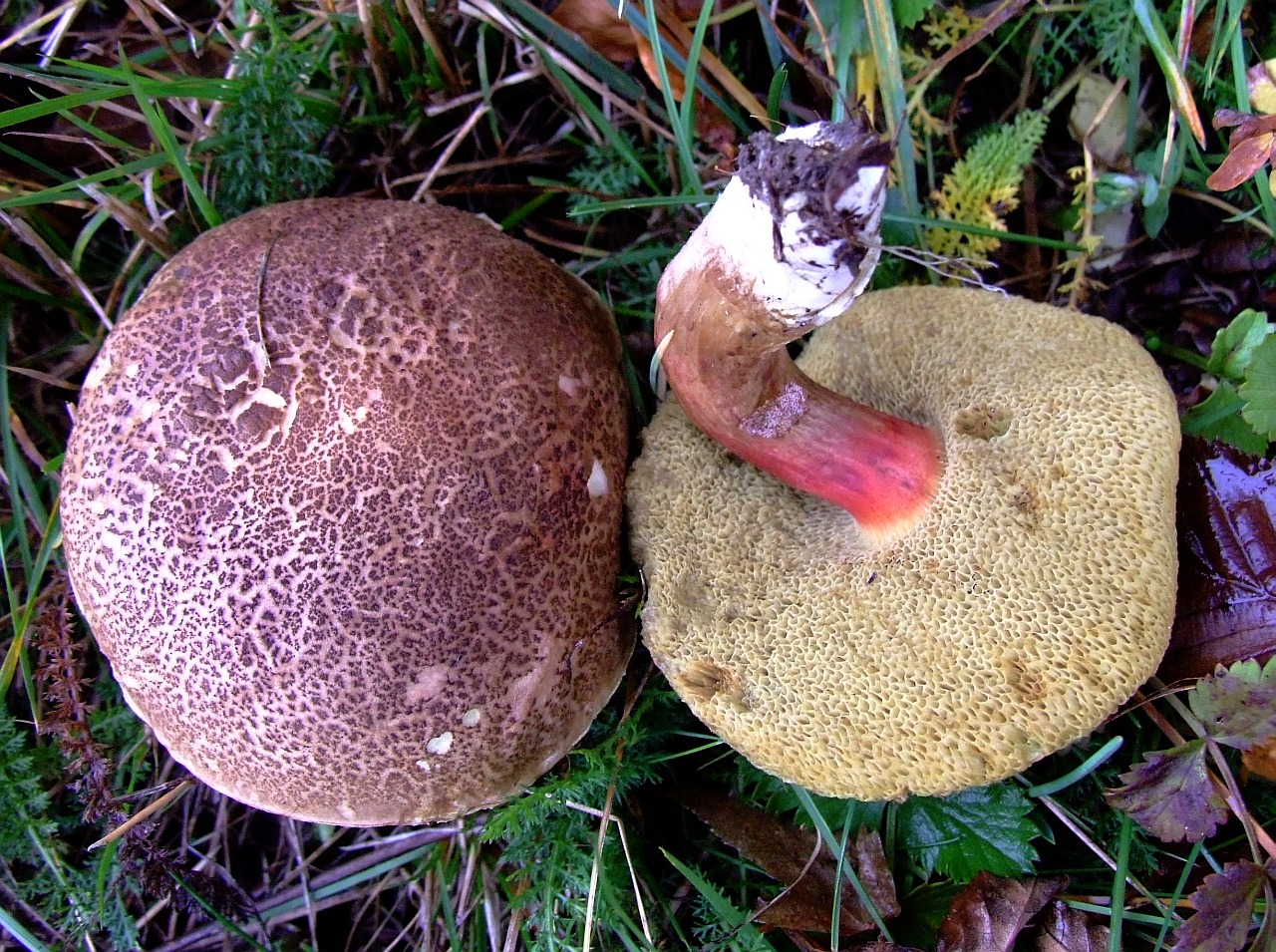
X.chrysenteron

3–10 cm di diametro, convesso, poi pianeggiante
cuticoladi colore bruno camoscio, vellutata, squamosa o screpolata in aerole, che lascia intravedere la carne sottostante sfumata di rossiccio
marginesubito disteso, poi ondulato.

### Tubuli
Lunghi fino a 15 mm, gialli o gialli-verdastri, aderenti al gambo e bluastri sotto la pressione delle dita.

### Pori
Gialli, grandi angolosi, azzurrognoli al tocco.

### Gambo
4-10 x 0,5–2 cm, cilindrico o schiacciato, fibroso, giallo all'apice, rossatro lungo il resto e alla base, coperto da punteggiatura di colore rosso mattone.

### Carne
Gialla e rosseggiante sotto la cuticola, soda, compatta, poi molle.
Al taglio può diventare blu.
- Odore: leggermente di frutta.
- Sapore: dolciastro.

### Spore

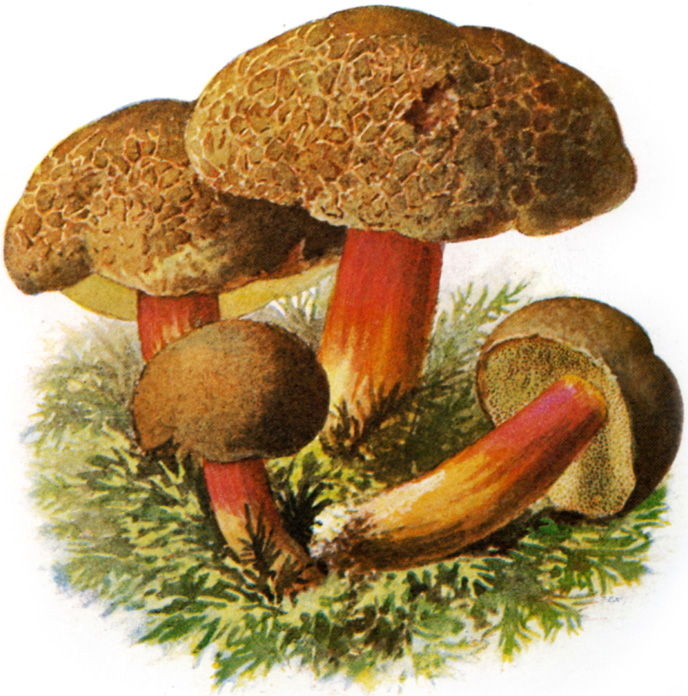
Illustrazione di X. chrysenteron

12-14,5 x 4,5-5 µm, olivastre in massa, fusiformi.

## Distribuzione e habitat
Comunissimo nei boschi di quercia e castagno con cui forma micorrize; fruttifica in estate e in autunno in terreni ben drenati e ricchi di humus.

## Commestibilità
È considerato un mediocre commestibile a causa della sua consistenza molle e della conseguente tendenza a mantenere poco la cottura. Il sapore tuttavia è buono e quando il clima è asciutto anche la consistenza migliora, specie negli esemplari giovani. È adatto ad essere essiccato.

## Tassonomia

### Sinonimi e binomi obsoleti
- Boletus chrysenteron Bull.,  Hist. Champ. Fr. (Paris): 328 (1791)
- Boletus chrysenteron var. albocarneus Peck, Ann. Rep. Reg. N.Y. St. Mus. 54: 185 (1902)
- Boletus chrysenteron Bull., Hist. Champ. Fr. (Paris): 328 (1791)  var. chrysenteron
- Boletus chrysenteron var. chrysenteron-roseus Smotl., Sber. K. böhm. Ges. Wiss. Prag, Math.-Naturwiss. Cl.: 40 (1912) [1911]
- Boletus chrysenteron var. deformatus Peck, Ann. Rep. Reg. N.Y. St. Mus. 54: 966 (1902)
- Boletus chrysenteron var. graveolens R. Schulz, in Michael & Schulz, Führ. Pilzfr., 1 Edn 5 (Berlin): pl. 89 [text] (1924) [1923]
- Boletus chrysenteron var. mutatus R. Schulz, Verh. bot. Ver. Prov. Brandenb. 54: 127 (1913) [1912]
- Boletus chrysenteron var. nanus Massee, Brit. Fung.-Fl. (London) 1: 264 (1892)
- Boletus chrysenteron var. sphagnorum Peck, Bull. N.Y. St. Mus. 150: 64 (1911)
- Boletus chrysenteron var. subnudipes A.H. Sm. & Thiers, Boletes of Michigan (Ann Arbor): 260 (1971)
- Boletus communis Bull., Herb. Fr. 9: tab. 393 (1789)
- Ceriomyces communis (Bull.) Murrill, Mycologia 1(4): 155 (1909)
- Tylopilus sphagnorum (Peck) A.H. Sm. & Thiers, Boletes of Michigan (Ann Arbor): 123 (1971)
- Versipellis chrysenteron (Bull.) Quél., Enchir. fung. (Paris): 157 (1886)
- Xerocomellus armeniacus var. luteolus (H. Engel & Antonín) Šutara, in Šutara, Mišík & Janda, * Hřibovité Houby, Čeled' Boletaceae a Rody Gyrodon, Gyroporus, Boletinus a Suillus (Prague): 38 (2009)
- Xerocomellus chrysenteron f. aereomaculatus (H. Engel & J. Schreiner) Klofac, Öst. Z. Pilzk. 20: 39 (2011)
- Xerocomellus chrysenteron (Bull.) Šutara, Czech Mycol. 60(1): 49 (2008) f. chrysenteron
- Xerocomellus chrysenteron (Bull.) Šutara, Czech Mycol.(60): 1 (2008) var. chrysenteron
- Xerocomellus chrysenteron var. crassipes (Pilát) Klofac, Öst. Z. Pilzk. 20: 39 (2011)
- Xerocomus armeniacus f. luteolus H. Engel & Antonín, in Engel, Dermek, Klofac, Ludwig & Brückner, Schmier- und Filzröhrlinge s.l. in Europa, Die Gattungen Boletellus, Boletinus, Phylloporus, Suillus, Xerocomus (Weidhausen b. Coburg): 221 (1996)
- Xerocomus chrysenteron (Bull.) Quél., Fl. mycol. France (Paris): 418 (1888)
- Xerocomus chrysenteron f. aereomaculatus H. Engel & J. Schreiner, in Engel, Dermek, Klofac, Ludwig & Brückner, Schmier- und Filzröhrlinge s.l. in Europa, Die Gattungen Boletellus, Boletinus, Phylloporus, Suillus, Xerocomus (Weidhausen b. Coburg): 200 (1996)
- Xerocomus chrysenteron (Bull.) Quél., Fl. mycol. France (Paris): 418 (1888) f. chrysenteron
- Xerocomus chrysenteron f. gracilis H. Engel, in Engel, Dermek, Klofac, Ludwig & Brückner, Schmier- und Filzröhrlinge s.l. in Europa, Die Gattungen Boletellus, Boletinus, Phylloporus, Suillus, Xerocomus (Weidhausen b. Coburg): 204 (1996)
- Xerocomus chrysenteron var. acidophilus Bohus, Bot. Közl. 57(1): 20 (1970)
- Xerocomus chrysenteron (Bull.) Quél., Fl. mycol. France (Paris): 418 (1888) var. chrysenteron
- Xerocomus chrysenteron var. crassipes Pilát, Erica, Plzeň 3: 14 (1994)
- Xerocomus chrysenteron var. nigrescens Wichanský, (1964)
- Xerocomus chrysenteron var. robustus Dermek, 50(5-8): 81 (1973)
- Xerocomus communis (Bull.) Bon, Docums Mycol. 14(no. 56): 16 (1985) [1984]